# La Paz (Agusan del Sur)
La Paz ( cebuano: Lungsod sa La Paz - Municipality of La Paz)  es un municipio filipino de primera categoría, situado en la parte nordeste de la isla de Mindanao. Forma parte de  la provincia de Agusan del Sur situada en la Región Administrativa de Caraga, también denominada Región XIII. Para las elecciones está encuadrado en el Segundo Distrito Electoral.

## Geografía
Municipio situado en el centro y al oeste de la provincia, limítrofe con la de Bukidnon. en la margen izquierda del río Agusan.
Su término linda al norte con el municipio de San Luis; al sur con el de Loreto; al este con los de Talacogon, Rosario y Bunaguán; y al oeste con la mencionada provincia de Bukidnon, municipio de Cabanglasan.

### Barangays
El municipio  de La Paz se divide, a los efectos administrativos, en 15 barangayes o barrios, conforme a la siguiente relación:
| - Bataan - Comota - Halapitan - Langasian | - Osmeña - Población - Sagunto - Villa Paz | - Ángeles - Kasapa II - Lydia - Panagangán | - Sabang Adgawan - San Patricio - Valentina |  |

## Historia
El actual territorio de Agusan del Sur fue parte de la provincia de Caraga durante la mayor parte del período español. Así, a principios del siglo XX la isla de Mindanao se hallaba dividida en siete distritos o provincias. El Distrito 3.º de Surigao, llamado hasta 1858 provincia de Caraga tenía por capital el pueblo de Surigao e incluía la  Comandancia de Butuan.Pertenecen a esta Comandancia  además de Mainit y sus visitas, todos los pueblos y visitas respectivas situados á orillas del río Agusan, entre los cuales se encontraba Talacogon de 8,560 habitantes, con las visitas de La Paz, Sagunto, Asunción, San Luis, Guadalupe y Santa Inés.
En 1914, durante la ocupación estadounidense de Filipinas,  fue creada la provincia de Agusan. La Paz fue uno de sus municipios.
El 17 de junio de 1967 la provincia se divide en dos, pasando La Paz a formar parte de Agusan del Sur.